# Goodbye Lullaby
Goodbye Lullaby je četvrti studijski album kanadske rok pevačice Avril Lavinj. Izdat je 2. Marta 2011.

## Spisak pesama
-{
- "Alice"
- "Black Star"
- "Darlin"
- "Everybody Hurts"
- "Fine"
- "Goodbye"
- "Push"
- "Smile"
- "Stop Standing There"
- "What the Hell"
- "Wish You Were Here"

}-